# ال برندل
اِل برندل (انگلیسی: El Brendel؛ ‏ ‎/ˈɛl brɛnˈdɛl/‎؛ ‏ ۲۵ مارس ۱۸۹۰ – ۹ آوریل ۱۹۶۴) بازیگر و هنرمند وودویل اهل ایالات متحده آمریکا بود. وی بین سال‌های ۱۹۲۶ تا ۱۹۶۴ میلادی فعالیت می‌کرد.
از فیلم‌هایی که وی در آن نقش داشته‌است، می‌توان به بال‌ها، کاپیتان محتاط، مسیر بزرگ، جواهرات مسروقه، زنان همه ملت‌ها و تجارت پرمخاطره اشاره کرد.